# Ингерманландијци
Ингерманландијци, познати и као Ингријци, или Ингријски Финци (фин. inkeriläiset, inkerinsuomalaiset, швед. finskingermanländare), су Финци из области Ингрија (Ингерманландија или Ижора (Ижорска земља)), која је данас део Лењинградске области у Русији. Потомци су финских лутеранских усељеника који су се населили у ову област у 17. веку, у време када су Финска и Ингрија биле под Шведским царством. За време насилне депортације пре и после Другог светског рата многи од њих су пребачени у друге делове Совјетског Савеза. Данас Ингерманландијци чине највећи део финског становништва Русије. Према неким извештајима се око 25.000 Ингријских Финаца вратило или борави у области око Санкт Петербурга.

## Историја

### Порекло
Ингерманландијци који говоре фински језик (Ингријски Финци) се не смеју мешати са ижорско-говорним Ингерманландијцима (Ижори). Ингријске Финце чине две групе: Савакоти који имају порекло од миграната из Савоније и Евремејсети који су дошли из области Карелијске превлаке (већина из Баришева), тадашњих делова Шведског краљевства. Они су били лутерански расељеници и радници мигранти који су се преселили у Ингрију током периода шведске владавине (1617–1703). Део је пореклом од (више или мање) добровољно преобраћених аутохтоних балтофинско-говорних Вота и Ижора (тамо где су шведске власти одобриле преобраћење). Финци су чинили 41,1% становништва Ингрије у 1656. години, 53,2% у 1661. години, 55,2% у 1666. години, 56,9% у 1671. години и 73,8% у 1695.
После руског освајања и оснивања Санкт Петербурга (1703), ток миграције се преокренуо. Руско племство је у Ингрији добило земљу, а лутерански Ингријски Финци су напустили део Ингрије, где су били у мањини и отишли у подручје познато под називом Стара Финска, северно од Финског залива, које је Русија добила од Шведске током 18. века и где су лутеранци били у већини. Ту су се Ингерманландијци (Ингријски Финци) стопили са Карелијским Финцима.

### Развој у 19. веку
Године 1870. је почело штампање „Пиетарин Саномат”, првог новинског листа на финском језику у Ингрији . Пре тога је Ингрија добијала новине претежно из Виборга. Прва јавна библиотека отворена је 1850. године у Тироу. Највећа библиотека, која се налази у Скуорици, имала је више од 2.000 књига у другој половини 19. века. 1899. године је у Путостими (Скуорица) одржан први ингријски фестивал песме.
До 1897. број Ингријских Финаца порастао је на 130.413, а до 1917. године премашио је 140.000 (45.000 у Северној Ингрији, 52.000 у Централној (Источној) Ингрији и 30.000 у Западној Ингрији, остатак у Санкт Петербургу).

### Ингерманландијци у Совјетском Савезу
Након Октобарске револуције, Ингерманландијци који живе у јужном делу Карелијске превлаке одвојени су од Бољшевичке Русије и формирали краткотрајну Републику Северна Ингрија, уз подржшку Финске. Постала је опет део Русије крајем 1920. године Тартуским мировним споразумом, али је уживала одређени степен националне аутономије. Од 1928. до 1939. године, Ингерманландијци су у Северној Ингрији формирали национални округ Куиваиси са својим центром у Токсову са финским као службеним језиком.
Године 1926. године одржан је Први свеобухватни попис становништва Совјетског Савеза и евидентирано је 114.831 „Лењинградских Финаца”, како су тада звали Ингерманландијце.
Владавина Совјетског Савеза и окупација Немачке (1941. - 1944.) током Другог светског рата су били су катастрофални за Ингерманландијце као и за друге мале етничке групе. Многи Ингерманландијци су или убијени, депортовани у Сибир или присиљени да се преселе у друге делове Совјетског Савеза. Неки су отишли у Финску.
Колективизација пољопривреде започела је у Ингрији 1928. године. Да би то олакшали, Совјети су од 1929. до 1931. године депортовали 18.000 људи (4.320 породица) из Северне Ингрије у Источну Карелију, на Кољско полуострво, као и у Казахстан и друге делове средње Азије. Ситуација за Ингерманландијце још више је погоршана због совјетског плана за стварање граничене зоне безбедности дуж граница са Финском и Естонијом, без финских народа, који се сматрају политички непоузданим. У априлу 1935. године депортовано је 7.000 људи (2.000 породица) из Ингрије у Казахстан и другим земљама Централне Азије и Уралског региона. У мају и јуну 1936. године, 20.000 људи, цела финска популација из Белоострова, Лемпале, Вуоле и Микулаинена близу границе са Финском су пребачени у област око Череповеца. У Ингрији су их заменили људи из других делова Совјетског Савеза.
Лета 1937. затворене су лутеранске цркве и школе на финском језику у Ингрији, а објаве и радио-емитовање на финском су суспендовани.
У марту 1939. Национални округ Куиваиси је укинут.
Почетком Зимског рата је совјетска политика била мешовита. С једне стране, Стаљинова влада је у великој мери уништила ингријско-финску културу, али с друге стране, одржавање финско-говорног становништва било је пожељно због легитимности планиране окупације Финске. Неуспех марионетске владе Финске Демократске Републике довела је до тога да је 1941. године званично одлучено да Ингерманландијци нису поуздани, а 1942. године већина Ингерманландијаца који су остали у Ингрији су присилно пресељени у Сибир. Током финске и немачке окупације подручја, Ингерманландијци су евакуисани у Финску. Међутим, после наставка рата, већина ових Ингерманландијаца, који су и даље били совјетски држављани, присилно су враћени у Совјетски Савез и распршени у централној Русији. Међутим, неки Ингерманландијци су искористили прилику да побегну у Шведску, а готово 4.000 је било у могућности да остане у Финској. Ингерманландијци су у великој мери заборављени током председништва Јухо Кусти Пасикивија и Урхо Кеконена.
После рата, многи Ингерманландијци су населили Естонију која је била под контролом СССР-а.

## Данашњица
Од распада Совјетског Савеза 1991. године до 2010. године, око 25.000 Ингерманландијаца се преселило из Русије и Естоније у Финску, где су имали право на добијање боравишне дозволе према финском закону о повратку. Међутим, 2010. године, финска влада је одлучила да заустави миграцију, тако да се Ингерманландијци који траже боравак сада третирају на исти начин као и сви остали странци. Око 15.000 људи чека да се врати.
Број људи који се на руском попису 2010. године изјаснио као Финци је 20.000, што представља пад од 47.000 од 1989. године.
Многи Ингерманландијци, укључујући и мешовите породице, који су се преселили у Финску, нису говорили ни један други језик осим руског и у многим случајевима и даље се идентификују као Руси.
Постоје проблеми интеграције у друштво слични онима код било које друге миграционе групе у Европи, у толикој мери да постоји политичка дебата у Финској око задржавања права на повратак регулисан законом о повратку. Насупрот томе, финско-говорни Ингерманландијци су се лако утопили у мејнстрим финску културу, остављајући мало трага ингријско-финских традиција.
У Естонији, Ингерманландијци уживају културну аутономију од 2004. године, што представља прву мањинску групу која користи такво право након стицања независности Естоније. Попис из 2011. године броји 369 Ингерманландијаца у Естонији, а већина њих су и грађани Естоније.